# Photoelastischer Modulator
Ein photoelastischer Modulator (abgekürzt: PEM) ist ein optisches Bauteil, welches den Polarisationszustand sichtbaren Lichts oder Infrarotstrahlung moduliert.
Die Funktion beruht darauf, dass ein optisches Medium (meist eine Quarzglas-Platte) durch einen piezoelektrischen Wandler periodisch in eine Richtung komprimiert und expandiert wird. Wegen des photoelastischen Effekts wird damit der Brechungsindex moduliert und das optische Medium verhält sich wie eine Verzögerungsplatte mit periodisch modulierter Verzögerung.
Um eine ausreichend hohe Amplitude der Modulation zu erreichen, wird Resonanz ausgenutzt: Es bildet sich eine stehende Welle aus, mit jeweils einer halben Wellenlänge in der Quarzglasplatte wie auch in dem daran montierten piezoelektrischen Element. An der Klebestelle zwischen Piezoelement und Quarzglasplatte liegt daher (so wie an den Enden) ein Maximum der Schwingungsamplitude, aber ein Knoten der Verzerrung; daher ist die Klebestelle mechanisch relativ gering beansprucht.
Die Ausbreitungsgeschwindigkeit im Material der PEM-Platte (üblich: Quarzglas) bestimmt so die Länge dieser Platte und die Frequenz, mit der das Piezoelement die Platte zu der Dichteschwingung anregt.
Genutzt wird nur der zentrale Teil der Platte, in dem die Verzögerungswirkung als räumlich konstant angenommenen werden kann. Zeitlich schwankt die Verzögerung hier sinusförmig. Als Amplitude wird üblicherweise λ/2 oder λ/4 gewählt.
Beim auf dem gleichen physikalischen Prinzip (photoelastischer Effekt) beruhenden akustooptischen Modulator (AOM) wird im Unterschied zum PEM kein Bereich konstanter Verzögerung genutzt, sondern ein räumliches Gitter aus Dichte- und daraus resultierenden Brechungsindexvariationen.
Photoelastische Modulatoren werden z. B. in Ellipsometern eingesetzt, die häufigste Modulationsfrequenz ist 50 kHz.